# Maculinea striata
Maculinea striata är en fjärilsart som beskrevs av Gillmer 1904. Maculinea striata ingår i släktet Maculinea och familjen juvelvingar. Inga underarter finns listade i Catalogue of Life.